# Marta Richardson
Marta Richardson (Tarragona, 1993) és fotògrafa i editora audiovisual. El seu amor per la fotografia li ve de molt petita, tal com diu ella, va descobrir que a través de les fotografies podia fer visible el que no podia explicar amb paraules. Estudia fotografia a l'Escola d'Art i Disseny de la Diputació de Tarragona. En finalitzar els estudis, rep el premi Taronja de fotografia artística 2013.
Un dels seus primers projectes es titula “Real but fake”. Abans d'acabar els seus estudis, al novembre del 2012 va començar a treballar com a ajudant del fotògraf Pep Escoda, fent treballs d'il·luminació, preparació del plató i també com a segona càmera. L'any 2014 va presentar “Desig de coses impossibles” a l'Espai Jove Kesse, una exposició inclosa dins de la programació de l'SCAN. L'any següent, al 2015, presenta als Tallers Oberts a la Part Alta, la mostra “Welcome to the jungle”, un nom tret de la cançó del mateix títol del grup de rock Guns'n'Roses. Richardson deixa el retrat i s'endinsa en el paisatge d'una forma molt personal. Actualment treballa en un tercer projecte, “They see you”.

## Obra
La major part dels seus retrats són en blanc i negre, perquè sent que d'aquesta manera l'ajuda a buscar l'essència del que retrata. En els seus treballs la llum hi té un protagonisme essencial.